# The Midwest Cowboy
The Midwest Cowboy è un album in studio da solista del rapper statunitense Bizzy Bone, pubblicato nel 2006.

## Tracce
1. We Come Right Away
2. Around the World
3. It's the Light
4. Lovey, Dovey
5. The Music
6. Thugs Need Love Too (feat. Playalitical)
7. If the Sky Falls
8. Wit a $20 Dolla Bill (feat. Young Droop)
9. Lessons of Life
10. I Must Fess Up
11. All We Can Be
12. Doin' It Wrong (feat. Playalitical)
13. Blown Away (feat. Spoke-In-Wordz)
14. What Do We Say?
15. Come, Go, See, Know